# Silene aegyptiaca
Silene aegyptiaca är en nejlikväxtart. Silene aegyptiaca ingår i släktet glimmar, och familjen nejlikväxter. Utöver nominatformen finns också underarten S. a. ruderalis.

## Bildgalleri

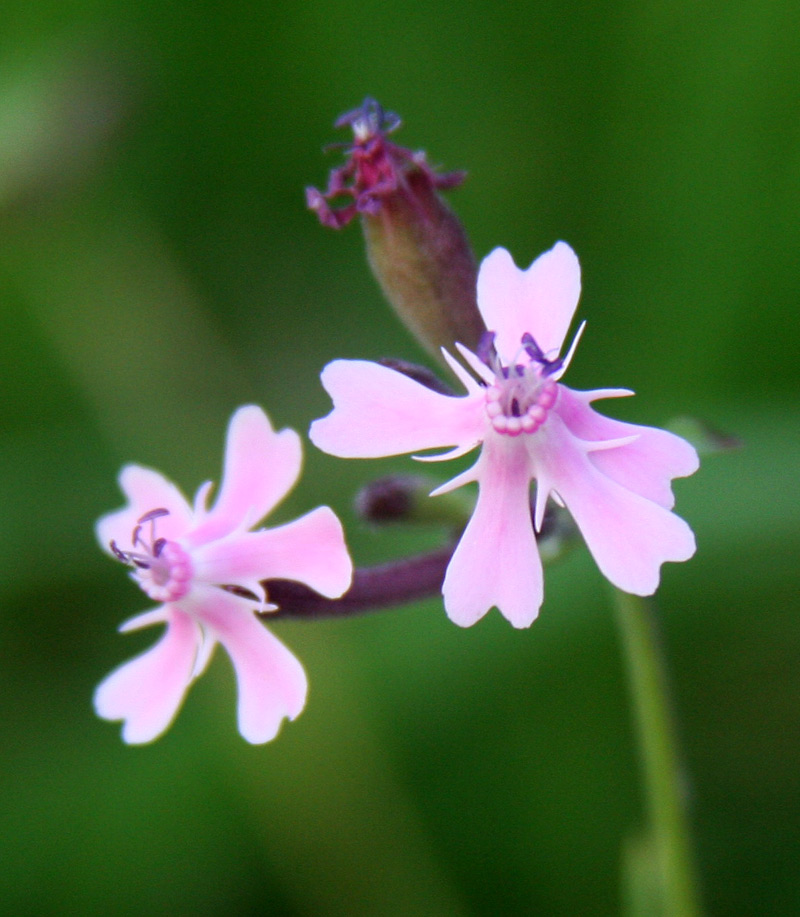
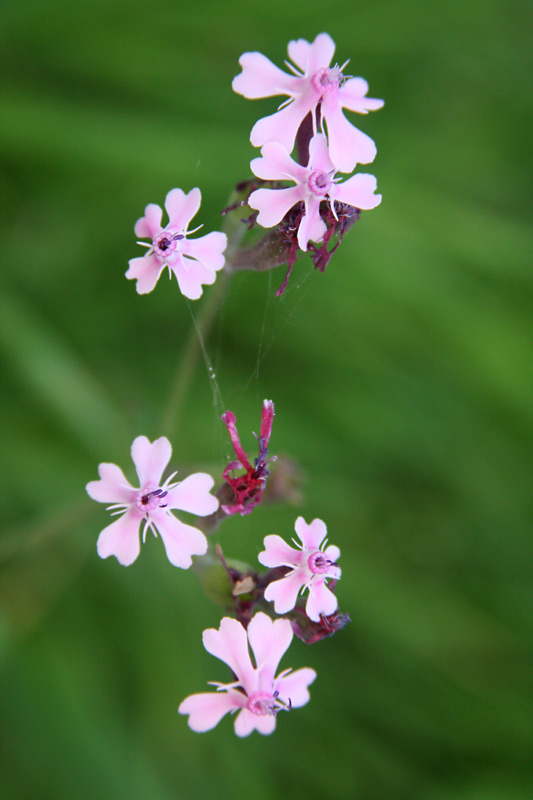
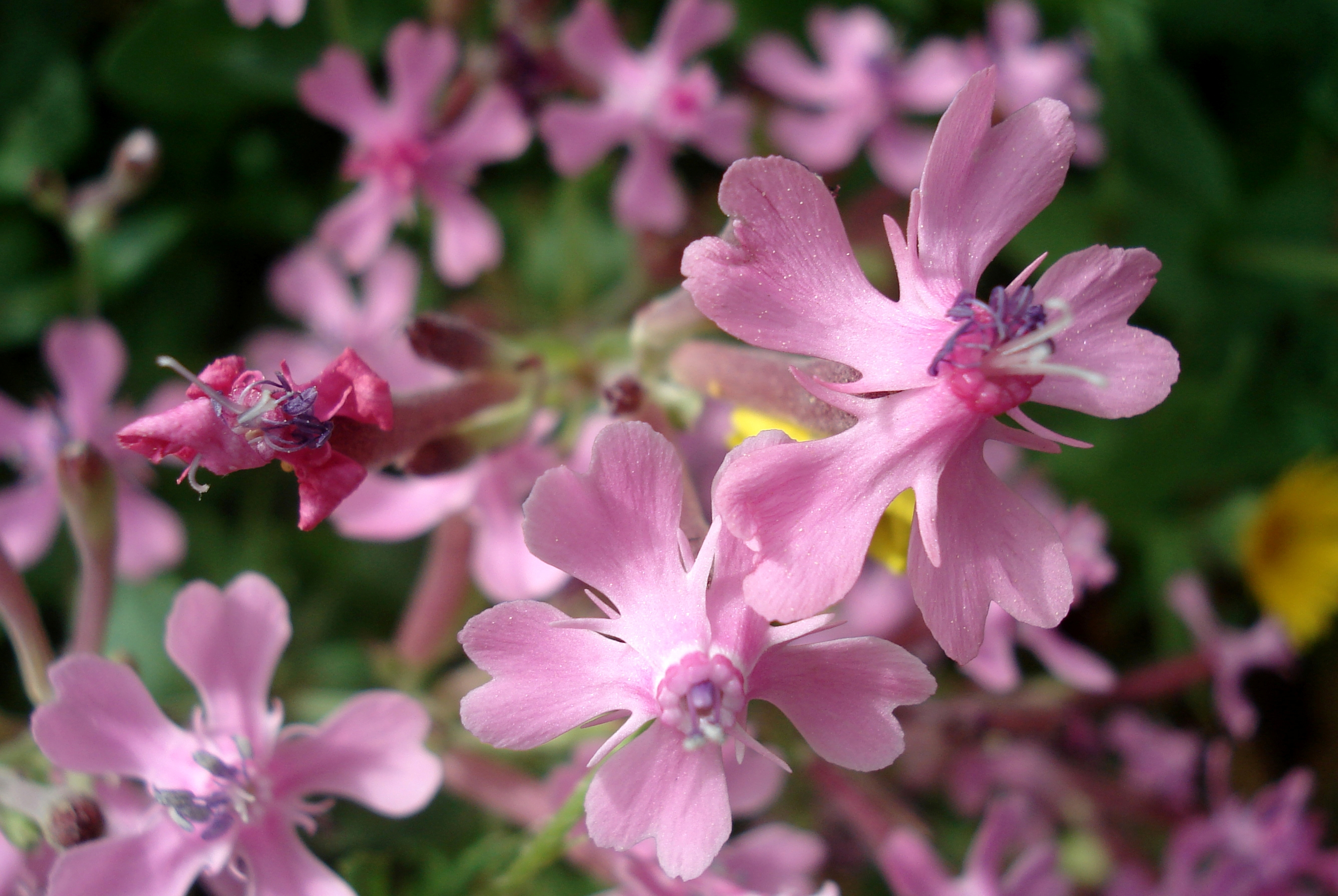
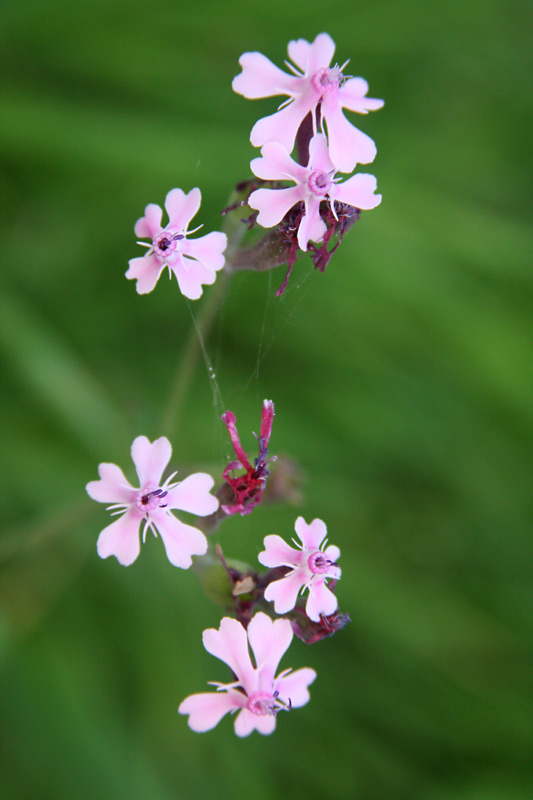
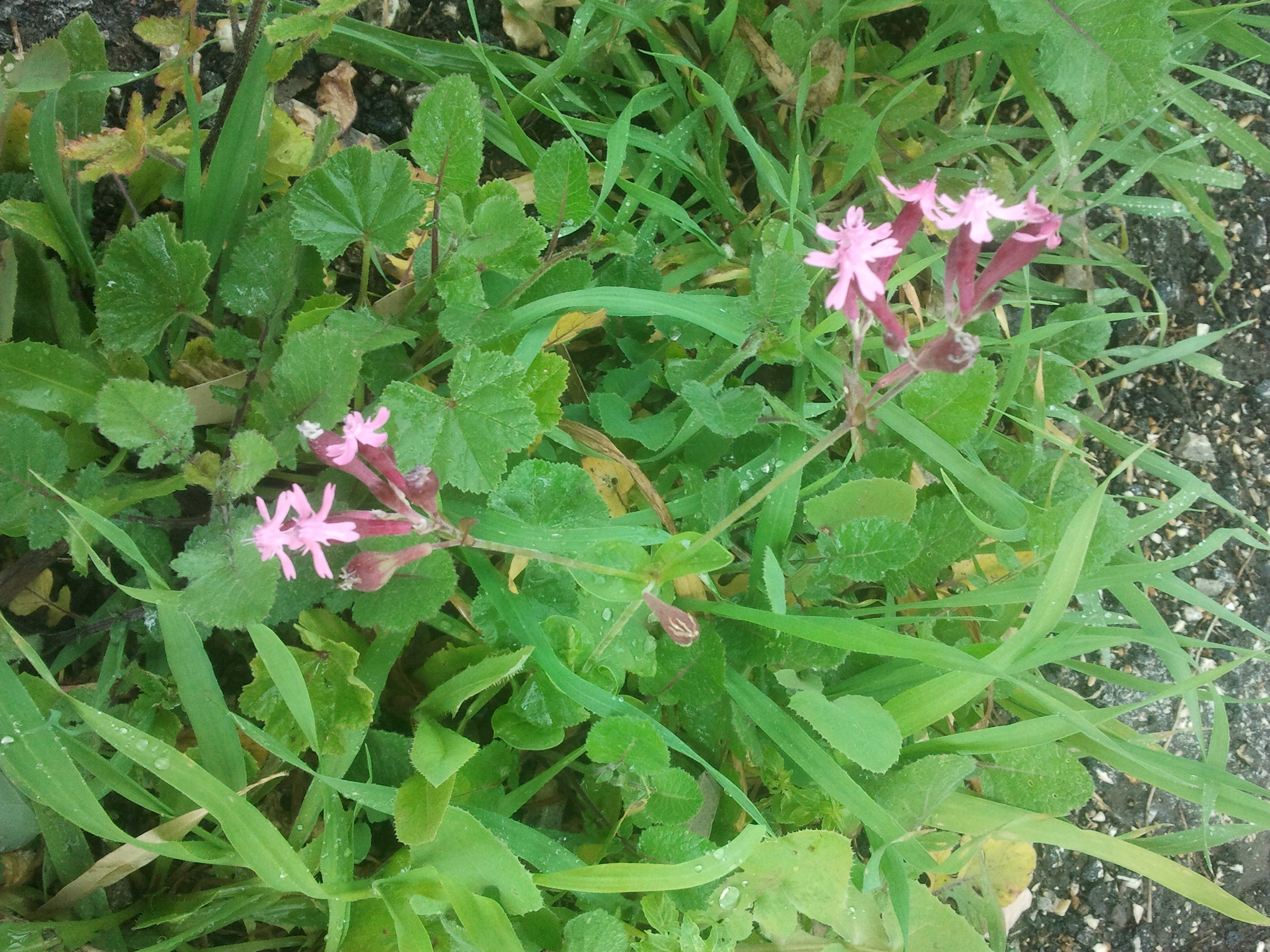
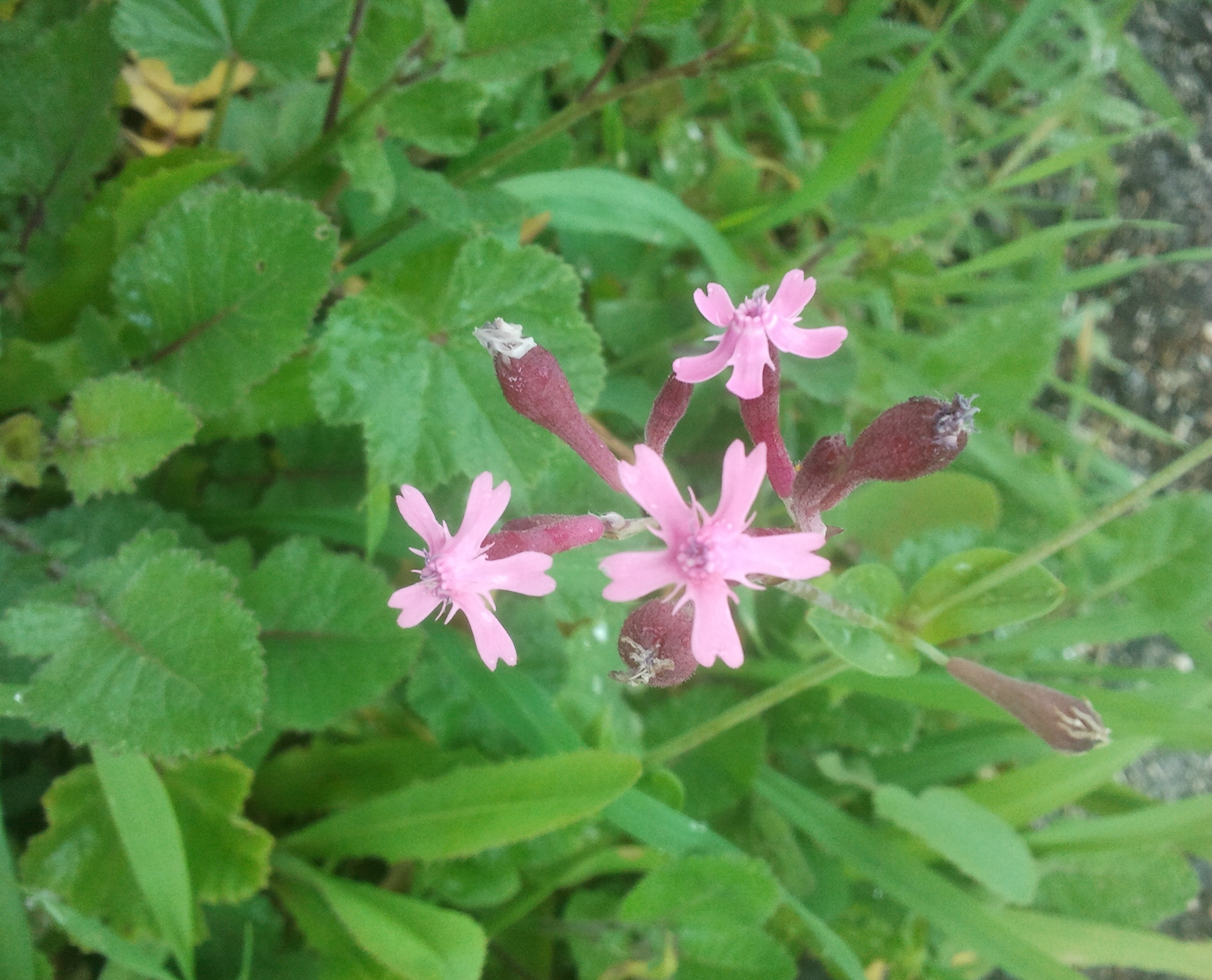